# نظام إطلاق قابل لإعادة الاستخدام

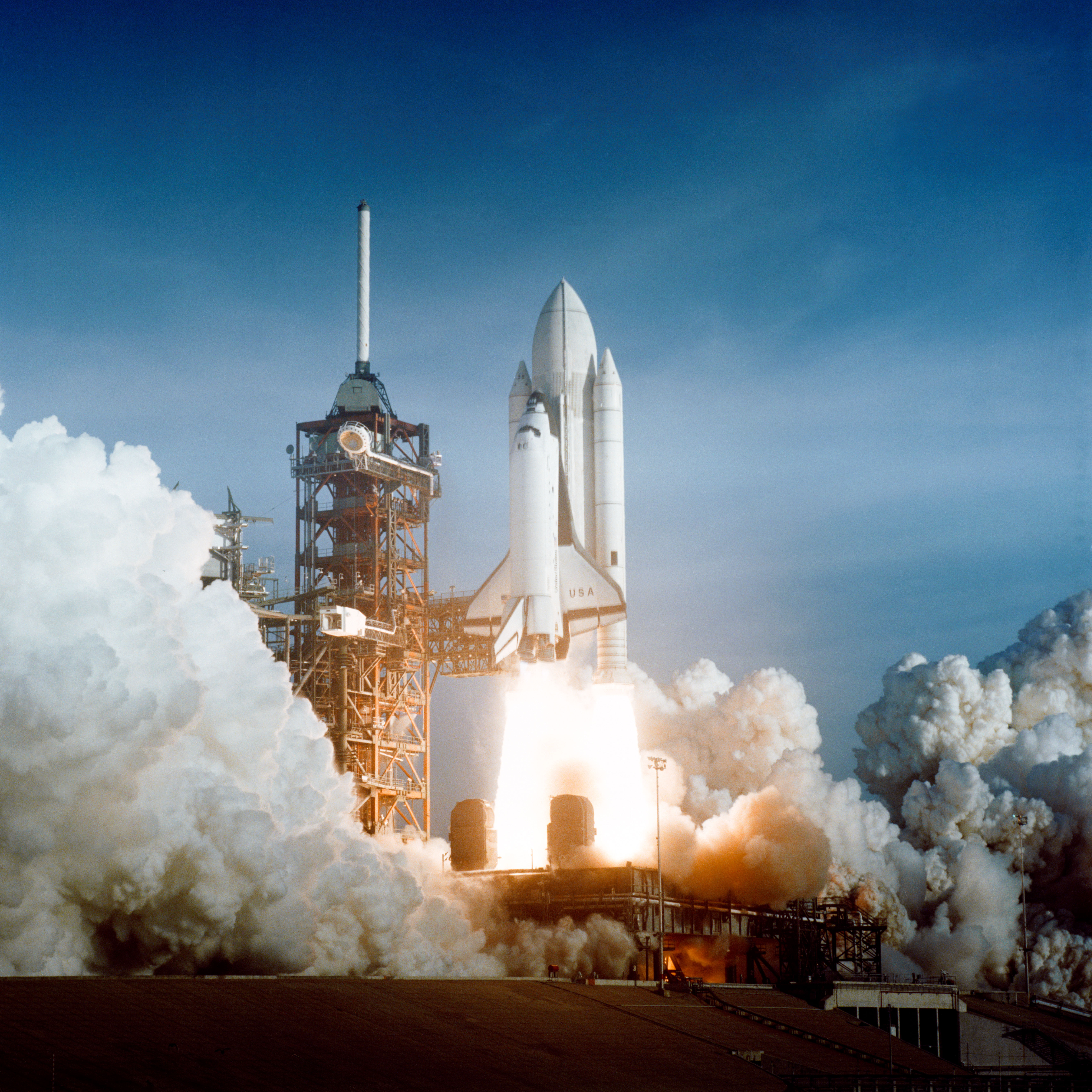

نظام إطلاق قابل لإعادة الاستخدام (بالإنكليزية: Reusable launch system)، وهو نظام إطلاق فضائي يسمح باستعادة بعض أجزاء مراحله الصاروخية أو جميعها. استُخدمت العديد من الأنظمة دون المدارية القابلة لإعادة الاستخدام كليًا بالإضافة إلى الأنظمة المدارية القابلة لإعادة الاستخدام جزئيًا حتى يومنا هذا.
يعتبر المكوك الفضائي أول مركبة إطلاق قابلة لإعادة الاستخدام تصل إلى المدار، ولكن لم يحقق المكوك هدفه المقصود في خفض تكاليف الإطلاق مقارنةً بأنظمة الإطلاق المستهلكة. قال إيلون ماسك، المدير التنفيذي لشركة سبيس إكس، إذا تمكنا من معرفة طريقة لإعادة استخدام الصواريخ كما نستخدم الطائرات، ستنخفض تكلفة الوصول إلى الفضاء بشكل كبير يصل إلى مئة مرة.
زاد الاهتمام بأنظمة الإطلاق القابلة لإعادة الاستخدام بشكل كبير خلال القرن الواحد والعشرين، مع وجود العديد من هذه الأنظمة العاملة. يوجد بصاروخ فالكون 9 التابع لشركة سبيس إكس مرحلة أولى قابلة لإعادة الاستخدام، في رحلات دراغون، مع مرحلة ثانية مستهلكة، وأطلقت شركة سبيس شيب عددًا من الطائرات الفضائية دون المدارية القابلة لإعادة الاستخدام، ويوجد بالصاروخ دون المداري نيو شيبرد، التابع لشركة بلو أوريجين، مراحل أولى وكبسولات فضائية يمكن استعادتها مرةً أخرى.

## تكوينات المركبة
تعتبر قابلية تطبيق نهج أنظمة الإطلاق المداري أحادية المرحلة (SSTO) غير مُثبتة حتى الآن، بينما توجد العديد من الأنظمة المدارية ثنائية المرحلة القابلة لإعادة الاستخدام جزئيًا، وهي مستخدمة حاليًا أو في مرحلة متقدمة من التطوير.
يمكن اعتبار الصواريخ المستهلكة المُطلقة جوًا من على متن الطائرات أنها قابلة لإعادة الاستخدام جزئيًا، إذا اعتبرنا الطائرة مرحلةً أولى لمركبة الإطلاق. ويعتبر الصاروخ بيغاسوس التابع لشركة أوربيتال ساينسيز مثالًا لهذا التكوين.
يعتبر التركيب المكون من طائرة سبيس شيب تو وطائرة وايت نايت تو مركبةً دون مدارية قابلةً لإعادة الاستخدام كليًا، ويوجد بهذا التركيب أجنحة على كل من طائرة الإطلاق والمرحلة الثانية ذات الدفع الصاروخي.
تقدم أنظمة الإطلاق الفضائي غير الصاروخي زيادةً في الكفاءة من الناحية النظرية. 

### الهبوط
تحتاج المركبات الهابطة أفقيًا على مدرجات الهبوط أجنحةً وعدة هبوط سفلية بالمركبة. وتستغل هذه المكونات نحو 9% إلى 12% من كتلة مركبة الهبوط، ما يقلل من حمولة المركبة أو يزيد من حجمها. تقلل بعض التصميمات، مثل تصميم الجسم الرافع، من كتلة الأجنحة مثل شكل أجنحة الدلتا في المكوك الفضائي.
يمكن أن تُنفذ عمليات الهبوط الرأسي باستخدام المظلات، مثل مركبات سويوز، أو باستخدام المحركات الدافعة. تعتبر المركبة دي سي-إكس أحد الأمثلة على مركبات الهبوط ذات المحركات الدافعة، ويعتبر الصاروخ فالكون 9 أول صاروخ مداري تهبط مرحلته الأولى رأسيًا على الأرض. وتحتاج عملية الهبوط نحو 10% من إجمالي المادة الدافعة للمرحلة الأولى، ما يقلل من الحمولة التي يمكن أن يحملها الصاروخ طبقًا للمعادلة الصاروخية. 

### إعادة استخدام عتاد المركبة والمادة الدافعة المستخدمة في الهبوط
يرتفع وزن المراحل القابلة لإعادة الاستخدام مقارنةً بالمراحل المستهلكة المكافئة لها. ويعتبر هذا الفرق في الوزن أمرًا حتميًا بسبب الأنظمة التكميلية الموجودة بهذه المراحل القابلة لإعادة الاستخدام، وبسبب فائض المادة الدافعة التي تستخدمه هذه المركبات في الهبوط. وتعتمد هذه الخسارة في الكتلة الفعلية على المركبة والطريقة التي ستعود بها إلى سطح الأرض. 

### التدريع ضد الحرارة الناتجة عن دخول الغلاف الجوي
تحتاج الكتلة الهابطة لمركبة دخول الغلاف الجوي أن يُستغل منها 15% في نظام التدريع الحراري، وذلك باعتبارها قاعدة إبهام تقريبيةً.  
يمكن أن تُصنع أنظمة الحماية الحرارية (TPS) من العديد من المواد المتنوعة، مثل الكربون المدعم بألياف الكربون والمواد المتذرية. وتاريخيًا، طُورت هذه المواد لأول مرة في مركبات إعادة الدخول المتعددة المستهدفة بشكل مستقل (MIRVs) بالصواريخ الباليستية العابرة للقارات (ICBM). ومع ذلك، تختلف متطلبات الأنظمة الفضائية القابلة لإعادة الاستخدام عن مركبات الدخول التي تستخدم مرةً واحدةً، خاصةً فيما يتعلق بمتطلبات الدرع الحراري للمركبة. وتحديدًا، تشكل الحاجة إلى تغطية هذه المركبات بأغطية متينة ذات انبعاثية عالية، لتكون قادرةً على تحمل عدة دورات حرارية، أحد أهم المتطلبات في تطوير المركبات الفضائية الجديدة القابلة لإعادة الاستخدام. ويعتبر ثنائي سيليسيد الفلزات الانتقالي إحدى المواد الحالية المستخدمة في هذه الأغطية ذات الانبعاثية العالية.

## الوضع في عام 2025
كان لتأثير إعادة استخدام مركبات الإطلاق أثرٌ بالغٌ في صناعة رحلات الفضاء. لدرجة أن محطة كيب كانافيرال الفضائية التابعة لمنظمة الفضاء أطلقت في عام ٢٠٢٤ خطةً استشرافيةً تمتد لخمسين عامًا خاصة بمحطة كيب كانافيرال، تضمنت تحديثاتٍ كبيرةً للبنية التحتية (بما في ذلك ميناء كانافيرال) لدعم وتيرة إطلاقٍ ، ومواقع هبوطٍ متوقعةٍ أعلى للجيل الجديد من المركبات الفضائية.